# Modesto Parlatore

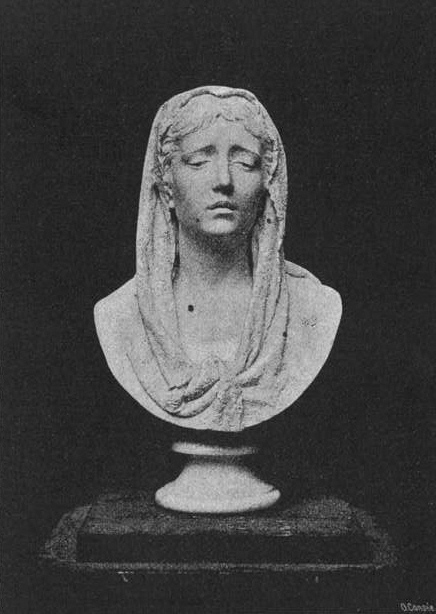
Tristezza, entro il 1890

Modesto Parlatore (Orsogna, 5 marzo 1849 – Roma, 6 marzo 1912) è stato uno scultore e architetto italiano.

## Biografia
Nel 1870 Parlatore ottenne un finanziamento dalla città di Orsogna per studiare a Roma e si iscrisse all'Istituto delle Belle arti con il professor Tito Angelini. Lì si dedicò alla scultura e all'architettura.
A Roma fu incoraggiato dal pittore Annibale Angelini. In questi primi anni scolpì ed esibì opere come Busto di vedova, Busto di anziano, un Busto del re Umberto in bronzo e uno del Generale Garibaldi.
Nel 1877 ricevette il suo primo premio per un'opera in mostra a Ginevra, in Svizzera.
Completò dei progetti, mai realizzati, per un Monumento all'Eroe di Caprera (Garibaldi) da erigere a Chieti in piazza  San Giustino e per un Monumento a Quintino Sella. Sempre a Chieti si trova la lapide bassorilievo, di sua fattura, presso la casa del patriota Silvestro Petrini (via Porta Napoli).
Lavorò come architetto in numerosi restauri e prestò servizio in alcune commissioni per esaminare progetti di monumenti, tra cui quella che si doveva occupare di un monumento a Vittorio Emanuele II che venne poi eretto a Spoleto. Tuttavia, poiché si era lamentato della possibile corruzione nel processo di selezione, venne escluso dalle commissioni a Roma. Secondo Verlengia, Parlatore costruì il tabernacolo per ospitare la reliquia del Santo Bambino nella chiesa parrocchiale di Lama dei Peligni.
Nel 2021 una serie di opere e modelli donati dal Parlatore alla sua provincia furono raccolti in una dépendance del Museo Orsognese Arte Musica, situato nella Torre di Bene a Orsogna.  Per il paese natio, Parlatore realizzò il paliotto d'altare di San Rocco con una veduta di Orsogna, ma questo fu trafugato nel 1946 dalla chiesa.
Tra le sculture ci sono quattro statue di stucco a grandezza naturale: La Sorpresa, Il Ravvedimento, Il Fromboliere e Vir Plebeus ad Forum. Ci sono anche un bassorilievo in stucco raffigurante San Rocco tra gli appestati, uno scudo araldico della città di Guardiagrele, e dieci mezzi busti in bronzo, stucco e terracotta.
Parlatore scolpì anche una targa dedicata ai soldati italiani caduti durante la Guerra d'Eritrea (Monumento ai Caduti di Saati e Dogali), situata vicino alla Chiesa di Santa Chiara di Lanciano, dove prima si trovavano caserme per il contingente poi morto nel conflitto.
Alcuni suoi busti si trovano nel Giardino del Pincio a Roma, come quelli dei patrioti abruzzesi S. Ciccarone e Gabriele Rossetti. Il calco in gesso di quest'ultimo fu donato, insieme a diverse altre sculture  in gesso del Parlatore, alla Biblioteca provinciale De Meis di Chieti, ed esposto nel 2021 a Orsogna.